# Desertificatieverdrag

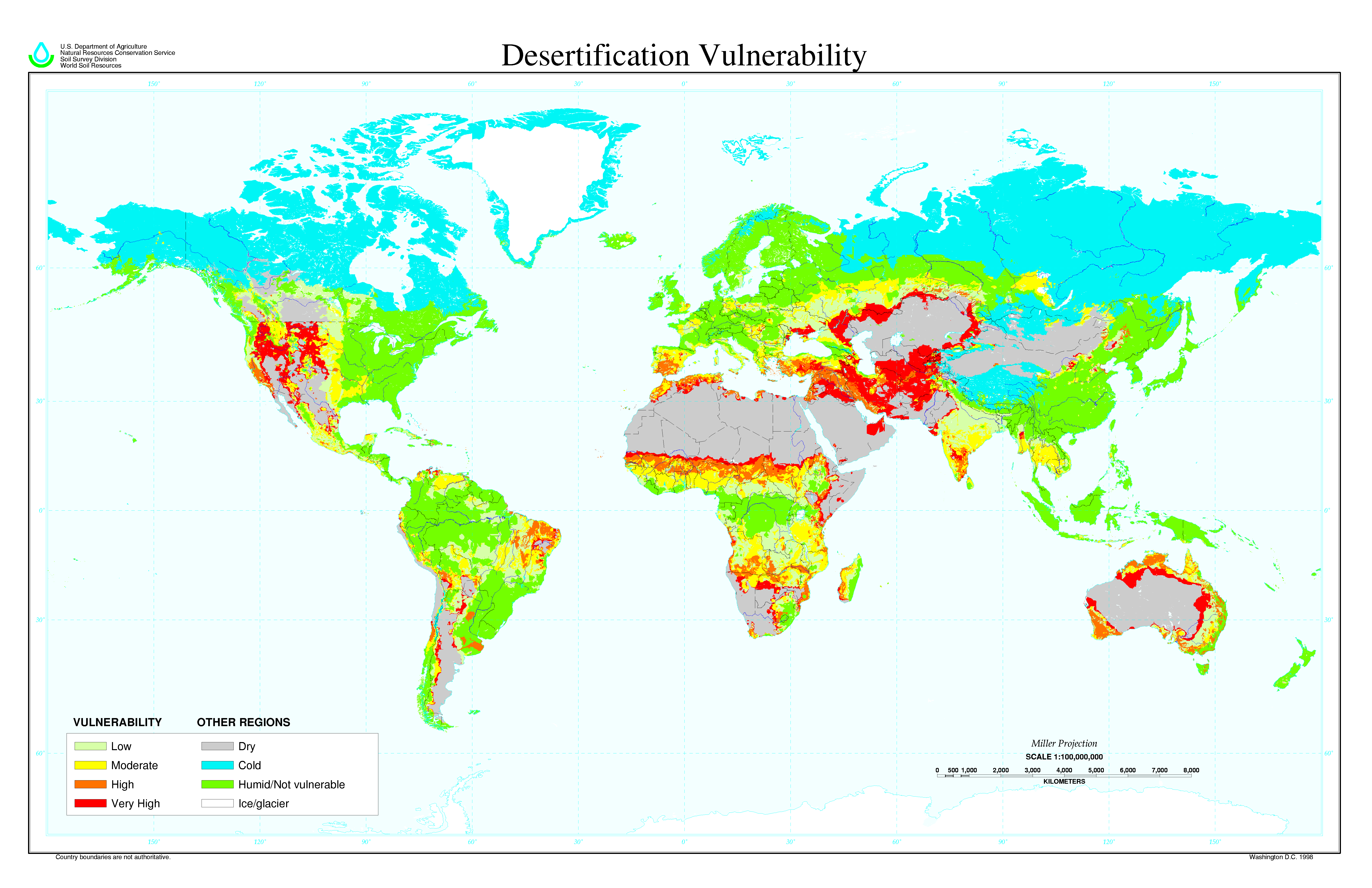
Gebieden met gevaar voor woestijnvorming

Het Desertificatieverdrag (Engels: United Nations Convention to Combat Desertification, UNCCD) is een verdrag van de Verenigde Naties om verwoestijning te bestrijden. Het verdrag werd ondertekend in 1994 en trad in werking in december 1996. Bijna alle leden van de VN zijn tot het verdrag toegetreden. Canada verliet het verdrag in 2013, maar sloot zich in 2016 opnieuw aan.
Binnen het verdrag bestaan een aantal werkprogramma's, experten- en evaluatiegroepen, en een secretariaat. De lidstaten van het verdrag vergaderen tweejaarlijks in een Conference of the Parties.

## Conferenties
- COP 1: Rome (Italië), 29 september tot 10 oktober 1997
- COP 2: Dakar (Senegal), 30 november tot 11 december 1998
- COP 3: Recife (Brazilië), 15 tot 26 november 1999
- COP 4: Bonn (Duitsland), 11 tot 22 december 2000
- COP 5: Genève (Zwitserland), 1 tot 12 oktober 2001
- COP 6: Havana (Cuba), 25 augustus tot 5 september 2003
- COP 7: Nairobi (Kenia), 17 tot 28 oktober 2005
- COP 8: Madrid (Spanje), 3 tot 14 september 2007
- COP 9: Buenos Aires (Argentinië), 21 september tot 2 oktober 2009
- COP10: Changwon (Zuid-Korea), 10 tot 20 oktober 2011
- COP11: Windhoek (Namibië), 16 tot 27 september 2013
- COP12: Ankara (Turkije), 12 tot 23 oktober 2015
- COP13: Ordos (China), 6 tot 16 september 2017[1]
- COP14: New Delhi (India), 2-13 september 2019[2][3]
- COP15: Abidjan (Ivoorkust), 9-20 mei 2022.[4]